# 本托西利艾特哈迪利亚
本托西利艾特哈迪利亚，是西班牙卡斯蒂利亚-莱昂塞戈维亚省的一个市镇。 总面积6平方公里，总人口39人（2001年），人口密度7人/平方公里。